# ایوانوفکا (شهرستان ایسیق‌آتا)
ایوانوفکا (به لاتین: Ivanovka) یک منطقهٔ مسکونی در قرقیزستان است که در شهرستان ایسیق‌آتا واقع شده‌است. ایوانوفکا ۱۶٬۰۵۲ نفر جمعیت دارد.